# Koninkrijk Chili
Het koninkrijk Chili (Spaans: Reino de Chile) of de Generaalkapitanaat Chili (Spaans: Capitanía General de Chile) was een administratief territorium in het Spaanse Koloniale Rijk dat bestond van 1541 tot 1818.
Hoewel het op papier onderdeel was van het vicekoninkrijk Peru, had in werkelijkheid de Peruviaanse vicekoning weinig te zeggen in Chili. Officieel was Chili een koninkrijk, hoewel het in de praktijk een Generaalkapitanaat was en het predicaat koninkrijk eerder een eretitel. Het was de titel koninkrijk toegekend naar aanleiding van het huwelijk van kroonprins Filips, de latere Filips II van Spanje met koningin Maria I van Engeland. Om Filips een titel te geven die gelijkwaardig was aan die van zijn echtgenote, werd Chili verheven tot koninkrijk, en werd Filips tot koning van Chili benoemd.
In 1818 werd het gebied na een achtjarige oorlog onafhankelijk als de republiek Chili.